# NGC 4655
NGC 4655 is een spiraalvormig sterrenstelsel in het sterrenbeeld Jachthonden. Het hemelobject werd op 9 april 1787 ontdekt door de Duits-Britse astronoom William Herschel.

## Synoniemen
- MCG 7-26-42
- ZWG 216.21
- NPM1G +41.0304
- PGC 42823